# Terytorium Saary
Terytorium Saary (ang. Territory of the Saar Basin, fr. Territoire du Bassin de la Sarre, niem. Saargebiet) – istniejące w latach 1920–1935 terytorium pod kontrolą Ligi Narodów.
Zgodnie z art. 45 - 50 traktatu wersalskiego obowiązującego od 10 stycznia 1920 Saara została oddana na 15 lat pod wspólną kontrolę Zjednoczonego Królestwa Wielkiej Brytanii i Irlandii (od 1922 Wielkiej Brytanii) i Francji. Francja otrzymała też prawo do wszystkich kopalń węgla. Władzę sprawowało podległe Lidze Narodów 5-osobowe Zgromadzenie na czele z komisarzem.
13 stycznia 1935, po upływie 15-letniego protektoratu francusko-brytyjskiego, przeprowadzono referendum w sprawie przyszłości terytorium. 90,73% głosujących opowiedziało się za przyłączeniem do III Rzeszy.
17 stycznia 1935 niemieckie oddziały Reichswehry wkroczyły do Terytorium Saary. Formalne włączenie do Niemiec nastąpiło 1 marca 1935.

## Komisarze Ligi Narodów w Terytorium Saary
- Victor Rault (26 lutego 1920 – 18 marca 1926)
- George Washington Stephens (18 marca 1926 – 8 czerwca 1927)
- Ernest Wilton (8 czerwca 1927 – 1 kwietnia 1932)
- Geoffrey Knox (1 kwietnia 1932 – 1 marca 1935)